# فرودگاه اسنایدر کریک
فرودگاه اسنایدر کریک (به انگلیسی: Snider Creek Airport) یک فرودگاه خصوصی است که یک باند فرود چمن دارد و طول باند آن ۷۰۱ متر است. این فرودگاه در کشور ایالات متحده آمریکا قرار دارد و در ارتفاع ۴۳۵ متری از سطح دریا واقع شده‌است.